# David Sassoli
David Maria Sassoli (Florència, 30 de maig de 1956 - Aviano, 11 de gener de 2022) va ser un polític, periodista i conductor televisiu italià.
Representant parlamentari europeu pel Partit Democràtic italià durant la legislatura 2009-2014, va ser elegit com a cap de la delegació PD a l'interior de l'Aliança Progressista dels Socialistes i dels Demòcrates. Reelegit a les eleccions europees del 2014 i del 2019, fou triat com a vicepresident del Parlament europeu el 18 gener del 2014, càrrec ocupat fins al 3 de juliol de 2019 quan va passar a ser president del Parlament Europeu fins a la seva mort l'11 de gener de 2022.

## Biografia
David Sassoli va néixer el 1956 a Florència al si d'una família toscana de classe mitjana de tradició democristiana. Es va criar a Roma on el seu pare, Domenico Sassoli, era director dels diaris Il Popolo i La Discussione. Diplomat de la Facultat de Ciències Polítiques Cesare Alfieri de la Universitat de Florència, Sassoli va començar la seva carrera periodística treballant en diaris petits i agències de premsa, abans d'arribar a la redacció del quotidià Il Giorno de Roma. Durant set anys s'hi va distingir seguint els principals esdeveniments polítics.
Va iniciar posteriorment una carrera teleperiodística el 1992, com a enviat especial del Tg3. Durant aquell període va col·laborar amb Michele Santoro als programes Il rosso e il nero i Tempo reale. El 1996, va passar a dirigir el programa La cronaca in diretta.

### President del Parlament Europeu
A les eleccions al Parlament Europeu de 2019 a Itàlia, Sassoli va ser reelegit al Parlament Europeu, amb 128.533 vots. El 2 de juliol de 2019, va ser proposat per l'Aliança Progressista de Socialistes i Demòcrates (S&D) com a nou president del Parlament Europeu. L'endemà, Sassoli va ser elegit president per l'assemblea amb 345 vots a favor, succeint a Antonio Tajani. És el setè italià que ha ocupat el càrrec.

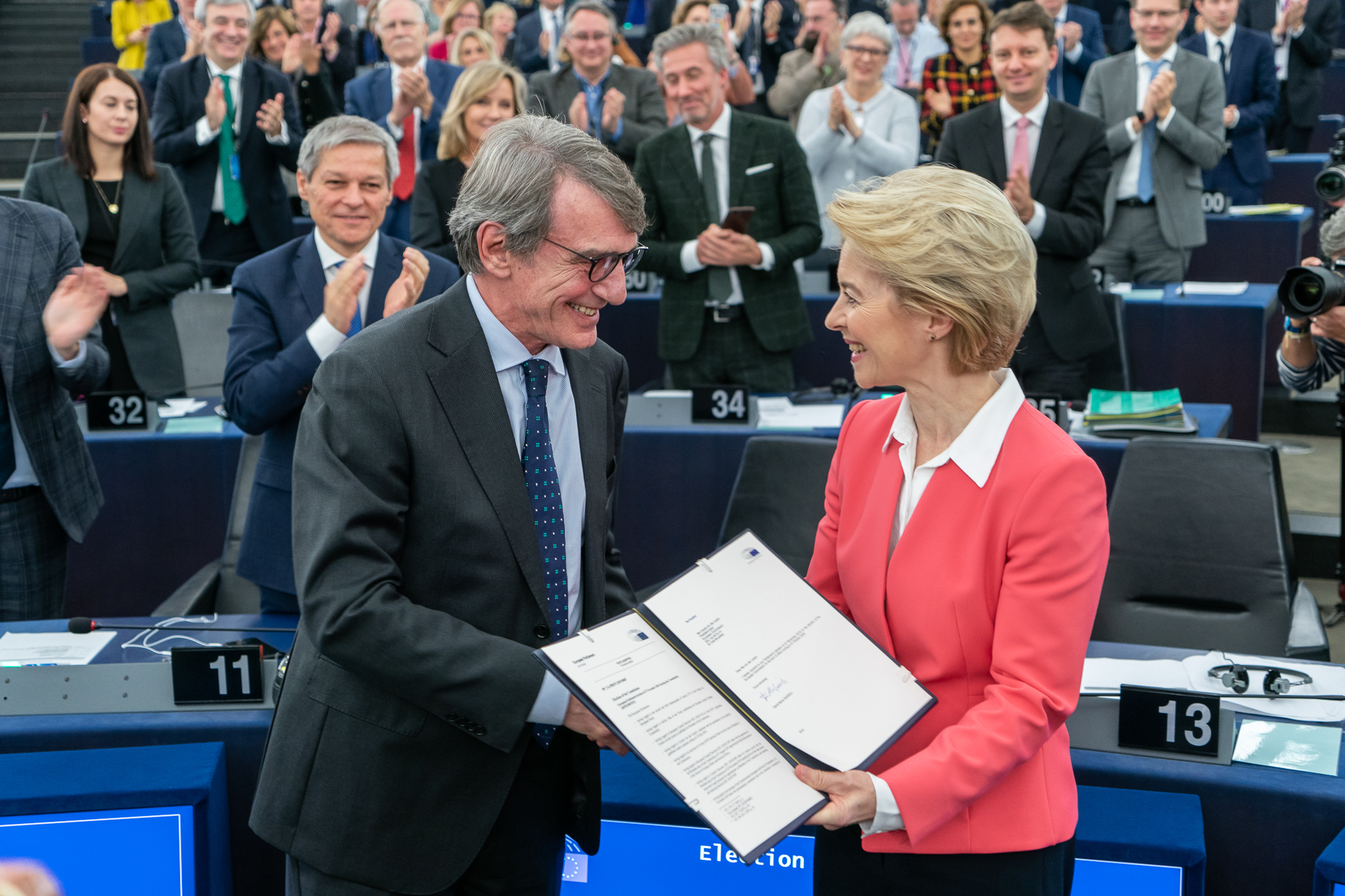
Sassoli amb la recentment electa presidenta de la Comissió Europea, Ursula von der Leyen

En el seu discurs d'acceptació, Sassoli va parlar del projecte europeu com un somni de pau i democràcia. Va dir que els ciutadans europeus van demostrar que encara creien en el projecte i van parlar de sentir-se orgullosos de la diversitat europea. També va afegir que "Europa serà més forta només amb un Parlament que tingui un paper més important".
A més, en el seu primer acte públic com a nou president elegit, Sassoli va decidir retre homenatge a totes les víctimes del terrorisme a Europa, assistint a un dels llocs dels atemptats de Brussel·les de 2016 per commemorar les víctimes a l'estació de metro de Maalbeek/Maelbeek. Va dir: "Hem de retre homenatge a les víctimes a la capital d'Europa. Hem de commemorar els ciutadans europeus que van ser víctimes d'aquests atacs. Aquest és un homenatge a totes les víctimes del terrorisme. Volia començar la meva etapa com a president amb aquest acte simbòlic."
El 19 de desembre de 2019, Sassoli va demanar l'alliberament d'Oriol Junqueras, exvicepresident de Catalunya i eurodiputat recentment elegit, que va ser empresonat després de la crisi constitucional espanyola de 2017. Com a diputat al Parlament Europeu, Junqueras gaudeix de la immunitat parlamentària. Sassoli va instar les autoritats espanyoles a complir la sentència del Parlament Europeu.
El juny de 2020 va signar la crida internacional a favor de l'anomenada economia morada (“Cap a un renaixement cultural de l'economia”), publicada a Corriere della Sera, El País i Le Monde.
L'abril de 2021, Sassoli va ser inclòs en una llista de vuit funcionaris públics als quals el Ministeri d'Afers Exteriors de Rússia va prohibir l'entrada al país com a represàlia per les sancions de la Unió Europea als russos.

### Mort
El setembre de 2021 va ser hospitalitzat a Estrasburg per un cas greu de pneumònia. La malaltia va fer que no pogués exercir les seves funcions durant més de dos mesos, inclosa la pèrdua del discurs de l'estat de la Unió de la Unió Europea. El 26 de desembre de 2021, va ser ingressat de nou a l'hospital, aquesta vegada a Itàlia, per una «complicació en la disfunció del sistema immunitari». Sassoli va morir la matinada de l'11 de gener de 2022 a la localitat italiana d'Aviano, als seixanta-cinc anys.